# 刘街乡
刘街乡，是中华人民共和国河北省廊坊市永清县下辖的一个乡镇级行政单位。

## 行政区划
刘街乡下辖以下地区：
刘街村、王街村、乔街村、徐街村、陆街村、陈佃庄村、西务村、南大王庄一村、南大王庄二村、渠头村、杨青口村、大辛庄村、二辛庄村、彩木营村、枣林村、李通庄村、大五间房村、小五间房村、东辛庄村、西辛庄村、南范庄村、李家口村、西兴庄村、土楼团结村、土楼胜利村和土楼建设村。